# Franc Orešnik
Franc Orešnik , slovenski duhovnik, mučenec in kandidat za svetnika, * 5. april 1908, Jastrebci, † 9. januar 1945, Jasenovac.

## Življenje
Rodil se je očetu kmetu Petru in materi Neži (rojeni Goricaj).
Na Ptuju je obiskoval gimnazijo, nato se je odločil za duhovniški poklic in se vpisal na bogoslovje v Mariboru. 7. avgusta 1932 je bil posvečen v duhovnika. Po posvečenju je študiral na Institut Catholique de Paris v Franciji. 1. oktobra 1934 je bil nato nastavljen za kaplana v Negovi. Od 1. septembra 1938 do 31. marca 1940 je bil kaplan na Teharjah, s 1. aprilom 1940 pa je pričel kaplansko službo pri Sv. Magdaleni v Mariboru.
Po nemški zasedbi Štajerske so ga 5. julija 1941 nacisti prijeli in izgnali v Zagreb. Na Hrvaškem je bil duhovni pomočnik v Kutini (Ludina). Nekega dne so prišli in ga zaprli v koncentracijsko taborišče Jasenovac, kjer je bil umorjen 9. januarja 1945. Nekateri viri kot datum smrti navajajo 12. december 1944 ali 5. januar 1945. 9. januar 1945 je kot datum smrti naveden v uradnem duhovniškem službenem listu (hrani Nadškofijski arhiv Maribor) in v Zborniku ob 750-letnici mariborske škofije.
Njegov brat je po koncu vojne blizu domače hiše postavil kapelico s sliko duhovnika Franca z napisom "žrtev 2. svetovne vojne", v kapelici je tudi njegov novomašni križ. V njegovi domači župnijski cerkvi sv. Bolfenka na Kogu je ob vhodu na levi strani spominska plošča z napisom "V tem kraju je bil rojen 5. 4. 1908 Orešnik Franc, duhovnik, umrl mučeniške smrti 12. decembra v zloglasnem taborišču Jasenovac". Njegovo ime je bilo na odstranjeni spominski plošči duhovnikom žrtvam fašizma na Brezjah.